# Diastase (fysiologie)

Wiggers-diagram van de hartcyclus, met de diastase bovenaan gemarkeerd.

In de fysiologie is de diastase de middelste fase van de diastole gedurende de hartcyclus, waar de eerste passieve vulling van de hartkamers al voltooid is, maar nog voordat de boezems samentrekken om de actieve vulling te voltooien.